# ترویتسکویه (شهرستان آرخانگلسکی، باشقیرستان)
ترویتسکویه (به لاتین: Troitskoye) یک منطقهٔ مسکونی در روسیه است که در باشقیرستان واقع شده‌است.